# Liste des résolutions du Conseil de sécurité des Nations unies adoptées en 1995
Les résolutions du Conseil de sécurité des Nations unies sont les décisions qui sont votées par le Conseil de sécurité des Nations unies.
Une telle résolution est acceptée si au moins neuf des quinze membres (depuis le 17 décembre 1963, 11 membres avant cette date) votent en sa faveur et si aucun des membres permanents qui sont la Chine, les États-Unis, la France, le Royaume-Uni et la Russie (l'Union soviétique avant 1991) n'émet de vote contre (qui est désigné couramment comme un veto).

## Résolutions 970 à 979
- Résolution 970 : la situation dans la république de Bosnie-Herzégovine (reconduction pour 100 jours, suspension des sanctions contre la république fédérative socialiste de Yougoslavie).
- Résolution 971 : la situation en Abkhazie (Géorgie) (prorogation de la MONUG jusqu’au 12 mai 1995).
- Résolution 972 : la situation au Liberia (prorogation de la MONUL jusqu’au 13 avril 1995 ; appel au versement des contributions).
- Résolution 973 : la situation concernant le Sahara occidental (prorogation de la MINURSO jusqu’au 31 mai 1995.
- Résolution 974 : la situation au Moyen-Orient (prorogation de la FINUL jusqu’au 31 juillet 1995)
- Résolution 975 : la question concernant Haïti (prorogation de la MINUHA jusqu’au 31 juillet 1995; déploiement de 6,000 soldats et 900 policiers).
- Résolution 976 : la situation en Angola (création de l'UNAVEM III).
- Résolution 977 : la situation concernant le Rwanda (Arusha, siège du Tribunal pénal international pour le Rwanda).
- Résolution 978 : la situation concernant le Rwanda (détention des coupables d’actes entrant dans la compétence du Tribunal pénal international pour le Rwanda).
- Résolution 979 : date de l’élection pour pourvoir un siège vacant à la Cour internationale de justice (fixée au 21 juin 1995).

## Résolutions 980 à 989
- Résolution 980 : date de l’élection pour pourvoir un siège vacant à la Cour internationale de justice (fixée au 12 juillet 1995)
- Résolution 981 : force de protection des Nations unies (création de l’ONURC jusqu’au 30/11/95)
- Résolution 982 : force de protection des Nations unies (prorogation de la FORPRONU en Bosnie jusqu’au 30 novembre 1995)
- Résolution 983 : force de protection des Nations unies (Création de la FORDEPRENU jusqu’au 30 novembre 1995)
- Résolution 984 : proposition de la Chine, des États-Unis d’Amérique, de la fédération de Russie, de la France et du Royaume-Uni de Grande-Bretagne et d’Irlande du Nord concernant des garanties de sécurité à États non nucléaires parties au TNP.
- Résolution 985 : situation au Liberia (prorogation de la MONUL jusqu’au 30/6/95 ; création Comité d’examen d’information sur violations d’embargo sur armes)
- Résolution 986 : situation entre l’Irak et le Koweït (autorisation d’importation de pétrole irakien)
- Résolution 987 : la situation dans la république de Bosnie-Herzégovine (arrêt de la violence contre la FORPRONU)
- Résolution 988 : la situation dans la république de Bosnie-Herzégovine (reconduction suspension sanctions contre république fédérative de Yougoslavie jusqu’au 5 juillet 1995)
- Résolution 989 : la situation concernant le Rwanda (établissement d'une liste de candidats aux charges de juges au Tribunal pénal international pour le Rwanda).

## Résolutions 990 à 999
- Résolution 990 : la situation en Croatie (autorisation du déploiement de l’ONURC)
- Résolution 991 : l’Amérique centrale : efforts de paix (accélération de l'application des accords de paix en El Salvador ; hommage à l'ONUSAL)
- Résolution 992 : la navigation sur le Danube (autorise les navires de la république fédérative de Yougoslavie à utiliser les écluses)
- Résolution 993 : la situation en Géorgie (prorogation MONUG jusqu’au 12 janvier 1996)
- Résolution 994 : la situation en Croatie (accélération du retrait des troupes des zones de séparation)
- Résolution 995 : la situation au Sahara occidental (Mission du Conseil de sécurité au Sahara occidental; prorogation MINURSO jusqu’au 30 juin 1995)
- Résolution 996 : la situation au Moyen-Orient (prorogation de la FNUOD jusqu’au 30 novembre 1995)
- Résolution 997 : la situation concernant le Rwanda (prorogation de la MINUAR jusqu’au 8 décembre 1995 ; réduction des effectifs)
- Résolution 998 : la Force de protection des Nations unies (création d'une capacité de réaction rapide au sein de la FORPRONU).
- Résolution 999 : la situation au Tadjikistan et le long de la frontière tadjiko-afghane (prorogation de la MONUT jusqu’au 15 décembre 1995 ; nouveaux pourparlers).

## Résolutions 1000 à 1009
- Résolution 1000 : la situation à Chypre (prorogation de l'UNFICYP jusqu’au 31 décembre 1995).
- Résolution 1001 : la situation au Liberia (prorogation de la MONUL jusqu’au 15 septembre 1995).
- Résolution 1002 : la situation concernant le Sahara occidental (prorogation de la MINURSO jusqu’au 30 septembre 1995).
- Résolution 1003 : la situation dans la république de Bosnie-Herzégovine (reconduction jusqu’au 18 septembre 1995 suspension des sanctions contre la république fédérative de Yougoslavie).
- Résolution 1004 : la situation dans la république de Bosnie-Herzégovine (retrait des forces serbes de Srebrenica et libération de membres de la FORPRONU)
- Résolution 1005 : la situation concernant le Rwanda (autorisation de livraison d’explosifs au Rwanda à des fins humanitaires)
- Résolution 1006 : la situation au Moyen-Orient (prorogation de la FINUL jusqu’au 31 janvier 1996 ; réduction de 10 % des effectifs)
- Résolution 1007 : la question concernant Haïti (prorogation de la MINUHA jusqu’en février 1996 au plus tard)
- Résolution 1008 : la situation en Angola (prorogation de l'UNAVEM III jusqu’au 8 février 1996)
- Résolution 1009 : la situation en Croatie (exige que la Croatie cesse les actions militaires).

## Résolutions 1010 à 1019
- Résolution 1010 : la situation dans la république de Bosnie-Herzégovine (accès humanitaire aux personnes déplacées de Srebrenica et Žepa (Rogatica))
- Résolution 1011 : la situation concernant le Rwanda (suspension d’embargo contre Rwanda jusqu’au 1er septembre 1995)
- Résolution 1012 : la situation au Burundi (création de la Commission d’enquête internationale au Burundi)
- Résolution 1013 : la situation concernant le Rwanda (création de la Commission d’enquête sur fourniture armes aux anciennes forces gouvernementales rwandaises)
- Résolution 1014 : la situation au Liberia (prorogation de la MONUL jusqu’au 31 janvier 1996 ; nomination de 42 nouveaux observateurs)
- Résolution 1015 : la situation dans la république de Bosnie-Herzégovine (suspension de certaines sanctions contre république fédérative socialiste de Yougoslavie jusqu’au 18 septembre 1995)
- Résolution 1016 : la situation dans la république de Bosnie-Herzégovine (cessez-le-feu immédiat ; négociations sur base des déclarations de principe du  8 septembre 1995)
- Résolution 1017 : la situation concernant le Sahara occidental (prorogation de la MINURSO jusqu’au 31 janvier 1996 ; plus d’acte dilatoire)
- Résolution 1018 : la date de l’élection pour pourvoir un siège devenu vacant à la Cour internationale de justice (fixée au 28 février 1996)
- Résolution 1019 : la situation dans l’ex-Yougoslavie (condamnation des violations du droit humanitaire et des droits de l’homme en ex-Yougoslavie).

## Résolutions 1020 à 1029
- Résolution 1020 : la situation au Liberia (modification du mandat de la MONUL; le nombre observateurs militaires est porté à 160)
- Résolution 1021 : la situation dans l’ex-Yougoslavie (mécanisme selon lequel l'embargo sur les armes cessera en ex-Yougoslavie)
- Résolution 1022 : la situation dans l’ex-Yougoslavie (suspension indéfinie des sanctions contre la république fédérative socialiste de Yougoslavie à condition qu’elle signe les accords de Dayton)
- Résolution 1023 : la situation en Croatie (application de l'accord fondamental sur la Slavonie orientale, Baranja et Serm occidental)
- Résolution 1024 : la situation au Moyen-Orient (prorogation de la FNUOD jusqu’au 31 mai 1996)
- Résolution 1025 : la situation en Croatie (le mandat de l'ONURC cessera après une période de soudure qui pourrait se terminer le 15 janvier 1996)
- Résolution 1026 : la situation dans la république de Bosnie-Herzégovine (prorogation de la FORPRONU jusqu’au 31 janvier 1996)
- Résolution 1027 : la situation dans l’ancienne république yougoslave de Macédoine (prorogation de la FORDEPRENU jusqu’au 30/5/95)
- Résolution 1028 : la situation concernant le Rwanda (prorogation de la MINUAR jusqu’au 12 décembre 1995)
- Résolution 1029 : la situation concernant le Rwanda (prorogation de la MINUAR jusqu’au 8 mars 1996; réduite à 1,400 personnes).

## Résolutions 1030 à 1039
- Résolution 1030 : la situation au Tadjikistan et le long de la frontière tadjiko-afghane (prorogation de la MONUT jusqu’au 15 juin 1996), à condition que les accords de Téhéran restent en vigueur.
- Résolution 1031 : la situation en république de Bosnie-Herzégovine [création de la Force multinationale de mise en œuvre de la paix (IFOR).
- Résolution 1032 : la situation à Chypre (prorogation de l'UNFICYP jusqu’au 30 juin 1996).
- Résolution 1033 : le référendum pour l'autodétermination du peuple du Sahara occidental et le processus d'identification.
- Résolution 1034 : la situation en république de Bosnie-Herzégovine (condamnation des atrocités commises par les Serbes de Bosnie).
- Résolution 1035 : la situation en république de Bosnie-Herzégovine (création d’un Groupe international de police et d’un Bureau civil des nations unies).